# Fünfte Norwegische Antarktisexpedition
Die Norwegische Antarktisexpedition 1970–1971 (NorAE 1970–1971) war eine vom Norwegischen Polarinstitut finanzierte Forschungsreise in die Antarktis. Die vom Geologen Thore Schanke Winsnes (1922–2012) geleitete sechsköpfige Expeditionsmannschaft knüpfte an die Arbeiten der ebenfalls von Winsnes geleiteten Antarktisexpedition von 1968 bis 1969 an.
Die Ziele der Expedition waren biologische, geologische und meteorologische Untersuchungen in der Sverdrupfjella und auf dem Gletscher Jutulstraumen im westlichen Königin-Maud-Land. Die Teilnehmer wurden dabei logistisch durch die United States Navy unterstützt.